# Los Encinos, Nayarit
Los Encinos är en ort i Mexiko.   Den ligger i kommunen Del Nayar och delstaten Nayarit, i den centrala delen av landet, 700 km nordväst om huvudstaden Mexico City. Los Encinos ligger 1 968 meter över havet och antalet invånare är 298.
Terrängen runt Los Encinos är varierad. Los Encinos ligger uppe på en höjd. Runt Los Encinos är det mycket glesbefolkat, med 5 invånare per kvadratkilometer. Los Encinos är det största samhället i trakten. I omgivningarna runt Los Encinos växer huvudsakligen savannskog.